# 李鐘奭
李鐘奭（羅馬化：Lee Jong-Suk，1989年9月14日—），韓國男演員、模特兒、SBS第7期藝人。李鐘奭在2010年受訪時，表示名字取自樂器之「鐘」、大之「奭」，但臺灣佳音娛樂於2013年更正漢字為同義字之「李鍾碩」；2022年經紀公司HighZium Studio再次更正漢字為「李鐘奭」。
李鐘奭於16歲時登上了Seoul Collection的舞台，成為Seoul Collection歷史上最年輕的時裝男模。2010年先後出演電視劇《檢察官公主》和《秘密花園》，以高挑俊秀的外型受到關注。2012年憑藉校園青春成長劇《學校2013》中的高南舜一角而人氣高漲，並以2013年首次擔綱主角的電視劇《聽見你的聲音》出名。2015年登上韓國富比士名人榜第12名，2016年出演《W—兩個世界》後素有「撕漫男」的稱號。於入伍前2019年拍攝了《羅曼史是別冊附錄》，2022年以《黑話律師》作為退伍後復出作品。

## 演藝經歷

### 出道前
李鐘奭於1989年在韓國京畿道水原市出生，童年时期在京畿道龍仁市度过。2005年，李鐘奭在街上被星探發掘成為一名模特，並獨自到首爾生活。作為模特，李鐘奭曾被稱為“模特Muse”，16歲時就登上了SeoulCollection的時裝舞臺。此後幾年中，他在首爾各大top秀場走秀，模特事业可谓一帆風顺。但李鐘奭自中学时代就希望成为一名演员，因为始终不愿放弃当演员的机会，而度过了一段时间的沉寂期和低潮期。曾差點以偶像歌手組合出道，還曾經參加過一些角色的試鏡。2010年11月，李鐘奭考入韩国建国大学艺术文化学院艺术学部的電影專業學習表演。

### 出道後
2010年，李鐘奭在SBS《檢察官公主》（饰演：李浩英），担任男配角，为出道作品。2011年，在《秘密花園》中，飾演喜歡同性的音樂製作人韓泰善（Sun），憑藉一句臺詞「很忙，滾開」獲得編劇青睞的他，以每集不超過兩分鐘的戲份演出了暴風般的存在感，讓大家開始慢慢注意到他的存在。2012年，出演韓國KBS電視臺《學校》系列的KBS月火剧《學校2013》，以往《學校》系列的主角在演出之後皆成功打開在韓國演藝圈的知名度，李鐘奭亦是凭借优秀的演技虏获的观众的认可。2013年，李鐘奭主演電視劇《聽見你的聲音》與電影《No Breathing》，并凭借这两部作品奪得了韓國電視劇節多項大獎。在SBS水木劇《聽見你的聲音》中，李鐘奭首次擔當主演，并憑借該劇獲得第50届百想藝術大賞最佳男演員提名。9月，出演的電影《觀相》上映，票房突破九百萬人次。
2014年1月，主演的電影《熱血沸騰的青春》上映。同年4月，李鐘奭主演SBS月火劇《異鄉人醫生》，飾演男主角、生於南韓但於北韓長大的在異鄉醫生朴勳。2014年11月，出演SBS水木劇《皮諾丘》。2014年12月，李鐘奭凭借《皮諾丘》獲得第27屆畫梅獎男子最優秀演技獎。年底凭借《皮諾丘》还获得了SBS演技大赏特别赏。2015年2月，凭借《皮諾丘》获得“Soompi Awards 2014”的最佳男演员奖。3月，《福布斯韩国》公布了“2014年韩国名人榜TOP40”，李鐘奭位列韩国福布斯名人榜第十二位，演员部分排名第四。
2016年5月，李鐘奭正式加盟新公司YG娛樂。7月，與時隔6年再次回歸小螢幕的韓孝周搭檔主演MBC水木劇《W—兩個世界》，並以劇中「姜哲」一角獲得MBC演技大賞迷你劇部門男子最優秀演技賞和大賞。2017年，李鐘奭被任命韓國觀光公社宣傳大使，拍攝8支不同類型的韓國旅遊體驗。同年8月，主演電影《V.I.P.》。電影中首次挑戰反派角色，飾演一位冷血連續殺人魔金光日。9月，在SBS特別劇《當你沉睡時》中担任第一男主角。2018年3月31日，李鐘奭與YG娛樂合約到期不續約，離開公司。
2018年4月，李鐘奭宣佈成立個人經紀公司A-Man Project，並與YNK娛樂簽訂合作夥伴契約；但於同年9月結束合作關係，往後以個人經紀公司A-Man Project進行活動。11月，在改編自一段淒美的真實故事的SBS月火劇《死的讚美》中飾演男主角金祐鎮。2019年1月，主演tvN週末連續劇《羅曼史是別冊附錄》，為出道近八年來首次挑戰浪漫喜劇。

## 個人生活

### 入伍服役
李鐘奭在2019年3月8日入伍，因曾在16歲時發生重大交通事故導致十字韌帶斷裂，故健檢結果判定為4級，可以替代役的身分擔任社會服務要員，2021年1月2日正式退伍。

### 感情生活
2022年12月31日，被韓媒Dispatch爆出與IU交往4個月。之後李鐘奭透過經紀公司HighZium Studio發表正式聲明，證實已從親近的同事關係發展成戀人關係。

## 影視作品

### 劇集
| 年份   | 播放平台              | 劇名                  | 角色           | 備註            |
| 2009年 | SBS                   | Dream                 | 學生           | EP1             |
| 2010年 | SBS                   | 檢察官公主            | 李浩英         | 男配角          |
| 2010年 | SBS                   | 秘密花園              | 韓泰善（Sun）  | 男配角          |
| 2011年 | MBC                   | High Kick！短腿的反擊 | 安鍾碩         | 主演            |
| 2012年 | KBS                   | 我最美麗的時刻        | 尹正赫         | 主演            |
| 2012年 | KBS                   | 學校2013              | 高南舜         | 主演            |
| 2013年 | SBS                   | 聽見你的聲音          | 朴修夏         | 主演            |
| 2013年 | tvN                   | 馬鈴薯星2013QR3       | 超能力少年     | 客串第15集      |
| 2014年 | SBS                   | 愛在異鄉              | 朴勛           | 主演            |
| 2014年 | SBS                   | 皮諾丘                | 崔達佈／奇河明 | 主演            |
| 2016年 | MBC                   | W—兩個世界            | 姜哲           | 主演            |
| 2016年 | 搜狐視頻              | 評價女王              | 宋大基         | 特別出演        |
| 2016年 | MBC                   | 舉重妖精金福珠        | 李鐘奭         | 特別出演        |
| 2016年 | NAVER tvcast、YouTube | 七次的初吻            | 李鐘奭         | EP7：明星變男友 |
| 2016年 | 安徽衛視              | 翡翠戀人              | 白洛寒         | 主演            |
| 2017年 | SBS                   | 當你沉睡時            | 丁宰璨         | 主演            |
| 2018年 | SBS                   | 死之咏贊              | 金祐鎭         | 主演            |
| 2019年 | tvN                   | 羅曼史是別冊附錄      | 車恩浩         | 主演            |
| 2022年 | MBC                   | 黑話律師              | 朴昌浩         | 主演            |
| 2025年 | tvN                   | 瑞草洞                | 安宙恆         | 主演            |
| 2026年 | Disney+               | 再婚皇后              | 海因里         | 主演            |

### 電影
| 年份   | 片名                 | 角色   | 備註     |
| 2005年 | 同情（時代共感）     | 李韓雪 | 微電影   |
| 2010年 | 校園鬼               | 朴賢玉 |          |
| 2012年 | 朝韓夢之隊           | 崔京燮 |          |
| 2012年 | R2B：獵鷹行動        | 池錫炫 |          |
| 2013年 | 觀相大師：滅王風暴   | 鎮衡   |          |
| 2013年 | No Breathing         | 鄭佑相 |          |
| 2014年 | 熱戀年代             | 姜仲吉 |          |
| 2017年 | V.I.P.               | 金光日 |          |
| 2022年 | 魔女二部曲：另一個她 | 張     | 特別出演 |
| 2022年 | 音爆浩劫             | 全泰成 |          |
| 2024年 | 超完美暗殺隊         | 差眼   | 特別出演 |

## 音樂作品
| 年份 | 曲名         | 收錄專輯          | 備註 |
| 2017 | 〈到我身邊〉 | 《當你沉睡時》OST |      |
| 2017 | 〈你知道嗎〉 | 《當你沉睡時》OST |      |

## 粉絲見面會
| 日期           | 舉辦城市         | 演出地點                                        | 主題                                                                             |
| 2012年2月2日   | 首爾             | -                                               | 第一次韓國 Fan Meeting                                                           |
| 2012年5月27日  | 日本東京         | 東京Ginza K-Place                               | 首次日本見面會                                                                   |
| 2013年3月17日  | 首爾             | -                                               | 第二次韓國 Fan Meeting                                                           |
| 2013年6月1日   | 臺灣台北         | 台北Neo Studio                                  | 同感 Fan Meeting                                                                 |
| 2014年2月14日  | 中国上海         | 風雲電競馆炫空間                                | 2014 上海粉絲見面會                                                              |
| 2014年9月14日  | 首爾             | 韓國光雲大學                                    | 2014 韓國粉絲見面會                                                              |
| 2014年10月19日 | 中国北京         | 五棵松體育館M空間                               | 2014 北京粉絲見面會                                                              |
| 2014年11月1日  | 泰國曼谷         | Centara Grand & Bangkok Convention Centre       | 2014 泰國粉絲見面會                                                              |
| 2015年2月7日   | 中国廣州         | 廣州中山紀念堂                                  | 2015 廣州粉絲見面會                                                              |
| 2015年3月21日  | 臺灣台北         | 台北國際會議中心（TICC）                        | 2015 台北粉絲見面會                                                              |
| 2015年3月28日  | 中国上海         | 上海盧灣體育館                                  | 2015 上海粉絲見面會                                                              |
| 2015年5月24日  | 日本東京         | ラフォーレミュージアム六本木                    | 2015 日本粉絲見面會_A Special day                                                |
| 2015年5月30日  | 香港             | 亞洲國際博覽館Hall 11                           | 2015 香港粉絲見面會                                                              |
| 2015年9月13日  | 首爾             | AX-KOREA                                        | 2015 LEE JONG SUK Birthday Party ~With You~                                      |
| 2016年9月10日  | 首爾             | 奧林匹克公園奧林匹克大廳                        | 2016 LEE JONG SUK FANMEETING－VARIETY                                            |
| 2016年9月25日  | 日本大阪         | Zeppnamba                                       | 2016 LEE JONG SUK FANMEETING－VARIETY                                            |
| 2016年9月27日  | 日本東京         | Toyosu Pit                                      | 2016 LEE JONG SUK FANMEETING－VARIETY                                            |
| 2016年10月22日 | 臺灣臺北         | 臺大體育館                                      | 2016 LEE JONG SUK FANMEETING－VARIETY                                            |
| 2016年11月12日 | 新加坡裕廊       | MegaBox Convention Centre @ BigBox              | 2016 LEE JONG SUK FANMEETING－VARIETY                                            |
| 2017年2月1日   | 日本琦玉         | Omiya Sonic City Hall                           | 2016 LEE JONG SUK FANMEETING－VARIETY                                            |
| 2017年2月2日   | 日本東京         |                                                 | 2016 LEE JONG SUK FANMEETING－VARIETY                                            |
| 2017年2月25日  | 泰國曼谷         | Thunder Dome                                    | 2016 LEE JONG SUK FANMEETING－VARIETY                                            |
| 2017年9月10日  | 首爾             | 奧林匹克公園奧林匹克大廳                        | 2017 LEE JONG SUK Birthday Party / LEE JONG SUK PRIVATE STAGE DREAMLIKE in SEOUL |
| 2017年12月6日  | 日本大阪         | Orix Theater                                    | 2017 LEE JONG SUK PRIVATE STAGE DREAMLIKE                                        |
| 2017年12月8日  | 日本琦玉         | Omiya Sonic City Hall                           | 2017 LEE JONG SUK PRIVATE STAGE DREAMLIKE                                        |
| 2018年8月17日  | 日本東京         | 舞濱圓形劇場                                    | 2018 LEE JONG SUK FANMEETING “Crank Up” in Tokyo                                 |
| 2018年8月19日  | 日本大阪         | ORIX劇場                                        | 2018 LEE JONG SUK FANMEETING “Crank Up” in Osaka                                 |
| 2018年9月1日   | 首爾             | KBS Arena                                       | 2018 LEE JONG SUK FANMEETING “pit a pat” in Seoul                                |
| 2018年9月9日   | 臺灣台北         | 台北國際會議中心（TICC）                        | 2018 LEE JONG SUK FANMEETING “Crank Up” in Taiwan                                |
| 2018年9月15日  | 泰國曼谷         | Chaengwattana Hall, Central Plaza Chaengwattana | 2018 LEE JONG SUK FANMEETING “Crank Up” in Thailand                              |
| 2023年7月1日   | 香港東涌         | 亞洲國際博覽館 Ranway 11                        | LEE JONG SUK 2023 FANMEETING TOUR〈Dear.My With〉                                |
| 2023年7月8日   | 臺灣臺北         | 台北國際會議中心（TICC）                        | LEE JONG SUK 2023 FANMEETING TOUR〈Dear.My With〉                                |
| 2023年7月15日  | 印度尼西亞雅加達 | 史納延紀念體育館                                | LEE JONG SUK 2023 FANMEETING TOUR〈Dear.My With〉                                |
| 2023年8月5日   | 阿联酋杜拜       | The Agenda                                      | LEE JONG SUK 2023 FANMEETING TOUR〈Dear.My With〉                                |
| 2023年8月19日  | 泰國曼谷         | 昌瓦納塔中心                                    | LEE JONG SUK 2023 FANMEETING TOUR〈Dear.My With〉                                |
| 2023年9月10日  | 首爾             | KBS電視台音樂廳                                 | LEE JONG SUK 2023 FANMEETING TOUR〈Dear.My With〉                                |
| 2023年9月18日  | 日本大阪         |                                                 | LEE JONG SUK 2023 FANMEETING TOUR〈Dear.My With〉                                |
| 2023年9月21日  | 日本東京         |                                                 | LEE JONG SUK 2023 FANMEETING TOUR〈Dear.My With〉                                |
| 2023年10月4日  | 新加坡濱海灣     | 濱海藝術中心                                    | LEE JONG SUK 2023 FANMEETING TOUR〈Dear.My With〉                                |
| 2023年10月15日 | 澳門             | 澳門百老匯                                      | LEE JONG SUK 2023 FANMEETING TOUR〈Dear.My With〉                                |
| 2023年10月28日 | 越南胡志明       | THE ADORA CENTER                                | LEE JONG SUK 2023 FANMEETING TOUR〈Dear.My With〉                                |

## 獲獎經歷
| 年度   | 大獎                    | 獎項                             | 作品                           | 結果 |
| 2005年 | 新韓流明星選拔大會      | 新人廣告模特部門網民獎           | -                              | 獲獎 |
| 2006年 | Smart模特選拔大會       | 攝影最上鏡獎                     | -                              | 獲獎 |
| 2011年 | Style Icon Awards       | Sia's Choice                     | -                              | 獲獎 |
| 2012年 | 第48屆百想藝術大賞      | 電視劇部門男子藝能獎             | 《High Kick！短腿的反擊》      | 提名 |
| 2012年 | 第48屆百想藝術大賞      | 電視類男子人氣賞                 | 《High Kick！短腿的反擊》      | 提名 |
| 2012年 | KBS演技大賞             | 男子新人獎                       | 《學校2013》                   | 獲獎 |
| 2013年 | 第49屆百想藝術大賞      | 電影部門男子人氣賞               | 《朝韓夢之隊》                 | 提名 |
| 2013年 | Mnet 20's Choice        | 20's Star - Male                 | -                              | 提名 |
| 2013年 | 第6屆韓國電視劇節       | 優秀男演員獎                     | 《聽見你的聲音》               | 獲獎 |
| 2013年 | 第6屆韓國電視劇節       | 最佳情侶賞（與李寶英）           | 《聽見你的聲音》               | 獲獎 |
| 2013年 | 第21屆韓國文化演藝大賞  | 電視劇部門男子最優秀演技賞       | 《聽見你的聲音》               | 獲獎 |
| 2013年 | 第21屆韓國文化演藝大賞  | 文化部門韓流大賞                 | 《聽見你的聲音》               | 獲獎 |
| 2013年 | Style Icon Awards       | 21世紀清純男子獎                 | -                              | 獲獎 |
| 2013年 | 第2屆APAN Star Awards   | 男子優秀演技獎                   | 《學校2013》、《聽見你的聲音》 | 獲獎 |
| 2013年 | 第2屆APAN Star Awards   | 最佳情侶賞（與李寶英）           | 《聽見你的聲音》               | 獲獎 |
| 2013年 | SBS演技大賞             | 男子迷你劇優秀演技賞             | 《聽見你的聲音》               | 獲獎 |
| 2013年 | SBS演技大賞             | 10大明星獎                       | 《聽見你的聲音》               | 獲獎 |
| 2013年 | SBS演技大賞             | 最佳情侶賞（與李寶英）           | 《聽見你的聲音》               | 提名 |
| 2014年 | 第9屆亞洲模特頒獎禮     | 模特明星獎                       | -                              | 獲獎 |
| 2014年 | 第50屆百想藝術大賞      | 電視部門男子最優秀演技賞         | 《聽見你的聲音》               | 提名 |
| 2014年 | 第50屆百想藝術大賞      | 電視類男子人氣賞                 | 《聽見你的聲音》               | 提名 |
| 2014年 | 第50屆百想藝術大賞      | 電影部門男子人氣賞               | 《熱血沸騰的青春》             | 提名 |
| 2014年 | 第7屆韓國電視劇節       | 男子最優秀賞                     | 《異鄉人醫生》                 | 提名 |
| 2014年 | 第27屆畫梅獎            | 男子最優秀演技賞                 | 《皮諾丘》                     | 獲獎 |
| 2014年 | 2014 SBS演技大賞        | 中篇電視劇男子最優秀演技賞電視劇 | 《皮諾丘》                     | 提名 |
| 2014年 | 2014 SBS演技大賞        | 特别獎                           | 《異鄉人醫生》                 | 獲獎 |
| 2014年 | 2014 SBS演技大賞        | 10大明星賞                       | 《皮諾丘》                     | 獲獎 |
| 2014年 | 2014 SBS演技大賞        | 最佳情侶賞（與朴信惠）           | 《皮諾丘》                     | 獲獎 |
| 2015年 | 第51屆百想藝術大賞      | 電視類男子人氣賞                 | 《異鄉人醫生》、《皮諾丘》     | 獲獎 |
| 2015年 | 2015韓國品牌大獎        | 特别獎                           | -                              | 獲獎 |
| 2015年 | 第8屆韓國電視劇節       | 男子最優秀演技賞                 | 《皮諾丘》                     | 獲獎 |
| 2015年 | 第6屆韓國大眾文化藝術賞 | 總理表彰                         | -                              | 獲獎 |
| 2016年 | 第4屆APAN Star Awards   | 中篇電視劇 男子最優秀演技賞      | 《W—兩個世界》                 | 提名 |
| 2016年 | 第4屆APAN Star Awards   | 最佳情侶賞（與韓孝周）           | 《W—兩個世界》                 | 提名 |
| 2016年 | 2016 MBC演技大賞        | 最佳情侶賞（與韓孝周）           | 《W—兩個世界》                 | 獲獎 |
| 2016年 | 2016 MBC演技大賞        | 迷你劇部門 男子最優秀演技賞      | 《W—兩個世界》                 | 獲獎 |
| 2016年 | 2016 MBC演技大賞        | 大賞                             | 《W—兩個世界》                 | 獲獎 |
| 2017年 | 第53屆百想藝術大賞      | 電視部門男子人氣賞               | 《W—兩個世界》                 | 提名 |
| 2017年 | 2017 SBS演技大賞        | 大賞                             | 《當你沉睡時》                 | 提名 |
| 2017年 | 2017 SBS演技大賞        | 水木劇部門男子最優秀演技賞       | 《當你沉睡時》                 | 獲獎 |
| 2017年 | 2017 SBS演技大賞        | 最佳情侶賞（與裴秀智）           | 《當你沉睡時》                 | 獲獎 |
| 2018年 | 第54屆百想藝術大賞      | 男子人氣賞                       | 《當你沉睡時》                 | 提名 |
| 2018年 | 第6屆APAN Star Awards   | 中篇電視劇 男子最優秀演技獎      | 《當你沉睡時》                 | 提名 |
| 2018年 | 第6屆APAN Star Awards   | 男子K Star人氣賞                 | 《當你沉睡時》                 | 提名 |
| 2022年 | MBC演技大獎             | 大獎                             | 《黑話律師》                   | 獲獎 |
| 2022年 | MBC演技大獎             | 迷你劇部門 男子最優秀演技獎      | 《黑話律師》                   | 提名 |
| 2022年 | MBC演技大獎             | 最佳情侶獎（與潤娥）             | 《黑話律師》                   | 獲獎 |

## 外部連結
- 李鐘奭的Instagram帳戶
- 李鐘奭在NAVER上的资料
- 李鐘奭在Daum上的资料
- Fan Cafe （页面存档备份，存于）
- 李鐘奭在互联网电影资料库（IMDb）上的資料（英文）